# 有机钡化学
有机钡化学是研究碳-钡键的化合物的化学分支。有机钡化合物的反应活性比有机钙和有机锶的要大，但是稳定性比它们小。
金属钡和卤代烃反应，可以得到RBaX，在反应中通常会先加入碘、镁或将钡制成汞齐来活化。用氯代烃和溴代烃反应的产率都较低。用二烃基汞和钡反应，可以得到二烃基钡：
Ba + R2Hg —THF→ R2Ba + Hg
如果用R2Zn、R2Cd或R4Sn和Ba反应，也能得到R2Ba。
二茂钡需要由氢化钡和环戊二烯在350-400℃下反应得到，此反应产率非常低。